# Industrijski alpinizam
Industrijski alpinizam kolokvijalno zvan visinski radovi, je način pozicioniranja radnika na teško dostupne objekte.
Nastao je korištenjem špiljarskih, te alpinističkih tehnika, a kroz svoju povijest se odvojio od tih kvazi sportskih aktivnosti.
U današnje vrijeme se oprema za visinske radove razlikuju od alpinističke i špiljarske, a sustav obrazovanja/certificiranja je odvojen od planinarskih društava.
Visinske radove u Hrvatskoj regulira Pravilnik o poslovima s posebnim uvjetima rada koji nalaže godišnjuprovjeru zdravstvenog stanja,     te Zakon o zaštiti na radu; čija je funkcijasustavno unapređivanje sigurnosti i zaštite zdravlja radnika.
Međunarodno priznati sustavi certificiranja (npr. I.R.A.T.A.) nisu priznati od strane zakonodavca.
Pristup užetom se koristi za razne poslove, neki od njih su:pranje teško dostupnih površina, sanacija betona, ličilački radovi, fasaderski/izolaterski radovi, montaža i demontaža raznih predmeta, arborizam, postavljanje zaštitnih mreža, pozicioniranje osoba i tereta, popravci te nadzor.
Visinski tehničari obavezno koriste zaštitnu opremu, a kreću se po jednom užetu, uz pomoć atestiranih specijaliziranih pojaseva i spravica za napredovanje. Drugo uže se obavezno koristi kao neovisno osiguranje od pada, u slučaju zakazivanja primarnog užeta.
Ova tehnika, uz uvjet da se izvodi prema standardima i pravilima, prepoznata je kao legitiman način rada i prihvaćena u Direktivi o privremenom radu na visini (2001/45/EC) od strane Europskog vijeća i Parlamenta.
Pristup užetom zahtjeva specijalističku osposobljenost, koja između ostalog podrazumijeva i dobru uvježbanost u tehnikama spašavanja. Izvođenje radova protiv pravila struke izlaže sudionike teškim ozljedama ili smrti.